# Hans Appel
Hans Appel (* 8. Juni 1911 in Berlin; † 24. Juli 1973 in Hamburg), auch „Hänschen“ gerufen, war ein deutscher Fußballspieler, der im Jahr 1931 als Aktiver von Hertha BSC die Deutsche Meisterschaft gewann und von 1933 bis 1938 in der A-Nationalmannschaft fünf Länderspiele absolvierte.

## Spielerkarriere

### Vereine
Appel begann bereits als Schüler beim Wilmersdorfer SC mit dem Fußballspielen. Vorwiegend als Abwehrspieler eingesetzt, bestritt er als Senior zunächst für Hertha BSC Punktspiele, mit der er 1931 den Deutschen Meistertitel errang. Er spielte nur die Saison 1930/31 bei Hertha in der Ligamannschaft und gewann zuerst die Meisterschaft des VBB und danach in der Endrunde die deutsche Meisterschaft. Acht Tage nach seinem 20. Geburtstag wurde er an der Seite der Routiniers Bruno Lehmann (1896–1969), Hans Ruch (1898–1947), Hanne Sobeck (1900–1989) und Ernst Müller (1901–1958) Deutscher Fußballmeister. Am 10. Mai 1931 lief er erstmals in der deutschen Endrunde im Spiel gegen den VfB Bielefeld (5:2) auf, letztmals am 10. Juni 1951 mit dem FC St. Pauli im Spiel gegen die SpVgg Fürth (1:0). Über einen Zeitraum von 20 Jahren konnte er an diesem höchsten Wettbewerb des deutschen Vereinsfußballs teilnehmen; das war eine herausragende Leistung. Mit dem Berliner SV 92 gewann er in den Jahren 1936, 1938 und 1943 jeweils die Meisterschaft in der Gauliga Berlin-Brandenburg und nahm anschließend an der Endrunde um die Deutsche Meisterschaft teil.
Während des Zweiten Weltkriegs trat er 1942/43 als Angehöriger der Luftwaffe für den LSV Adler Tarnowitz an, der Überraschungsmannschaft in der Gauliga Oberschlesien.
Nach dem Krieg spielte er bis 1952 noch in der „Wundermannschaft“ des FC St. Pauli, der u. a. auch Helmut Schön, Karl Miller, Walter Dzur und Harald Stender angehörten. Der Routinier nahm mit dem FC St. Pauli von 1948 bis 1951 viermal in Folge an der Endrunde um die Deutsche Meisterschaft teil. Kein anderer Spieler ist jemals über einen längeren Zeitraum – 21 Saisons oder 20 Kalenderjahre – an Spielen in diesem Wettbewerb eingesetzt worden.

### Auswahl-/Nationalmannschaft
Bereits mit 18 Jahren spielte Appel in der Auswahlmannschaft des Verbandes Brandenburgischer Ballspielvereine und trug das Trikot mit dem Berliner Bären in der Fußball-Stadtauswahl Berlin dann bis 1940 insgesamt 106-mal (102?), die letzten Jahre stets als Mannschaftskapitän dieser damals sehr bedeutenden Repräsentativmannschaft.
Von 1933 bis 1938 bestritt er insgesamt fünf Länderspiele für die A-Nationalmannschaft. Sein Debüt gab er unter Reichstrainer Otto Nerz am 3. Dezember 1933 in seiner Heimatstadt beim 1:0-Sieg über die Nationalmannschaft Polens, bei dem Propagandaminister Joseph Goebbels gemeinsam mit dem polnischen Botschafter Józef Lipski auf der Ehrentribüne saß. Appel bildete gemeinsam mit den beiden Spielern Paul Janes und Jakob Bender von Fortuna Düsseldorf die Läuferreihe. Mit seinem fünften Spiel als Nationalspieler am 25. September 1938 in Bukarest gegen die Nationalmannschaft Rumäniens, nun schon unter Sepp Herberger, verabschiedete er sich aus der Nationalmannschaft.
Nach dem Zweiten Weltkrieg hat er als Oberligaspieler des FC St. Pauli auch noch in den Jahren 1948 und 1949 fünf Auswahlspiele für die NFV-Auswahlmannschaft gegen Westdeutschland (2 Spiele; 0:3, 1:1) und Süddeutschland (3 Spiele; 1:1, 1:0, 2:2) bestritten.

## Trainerkarriere
Im Anschluss an die aktive Karriere war Appel auch als Trainer erfolgreich. So führte er u. a. den VfR Neumünster 1955 von der Bezirksliga in die Oberliga Nord. Hier avancierte seine Mannschaft in der ersten Saison zum Favoritenschreck. Nur Hannover 96 konnte sich rühmen, in Neumünster gewonnen zu haben. Auch „seinem“ FC St. Pauli stand er 1952 kurzzeitig als Übungsleiter zur Verfügung.

## Sonstiges
Appel wirkte in der Rolle eines Fußballspielers in dem von Robert Adolf Stemmle produzierten und 1942 veröffentlichten Sportfilm Das große Spiel mit.
Seine letzte Ruhestätte erhielt Hans Appel auf dem Friedhof Ohlsdorf.